# Gustaf Nyström (politiker)
Johan Gustaf Nyström i riksdagen kallad Nyström i Gävle, född 24 juni 1837 i Hovförsamlingen, Stockholm, död 12 januari 1906 i Gävle församling, var en svensk militär och riksdagsman.
Nyström var major i Väg- och vattenbyggnadskåren. Han var ledamot av riksdagens andra kammare 1894–1896 för Gävle valkrets. Han är begravd på Gamla kyrkogården i Gävle.